# Sedelhof (Heiligenthal)

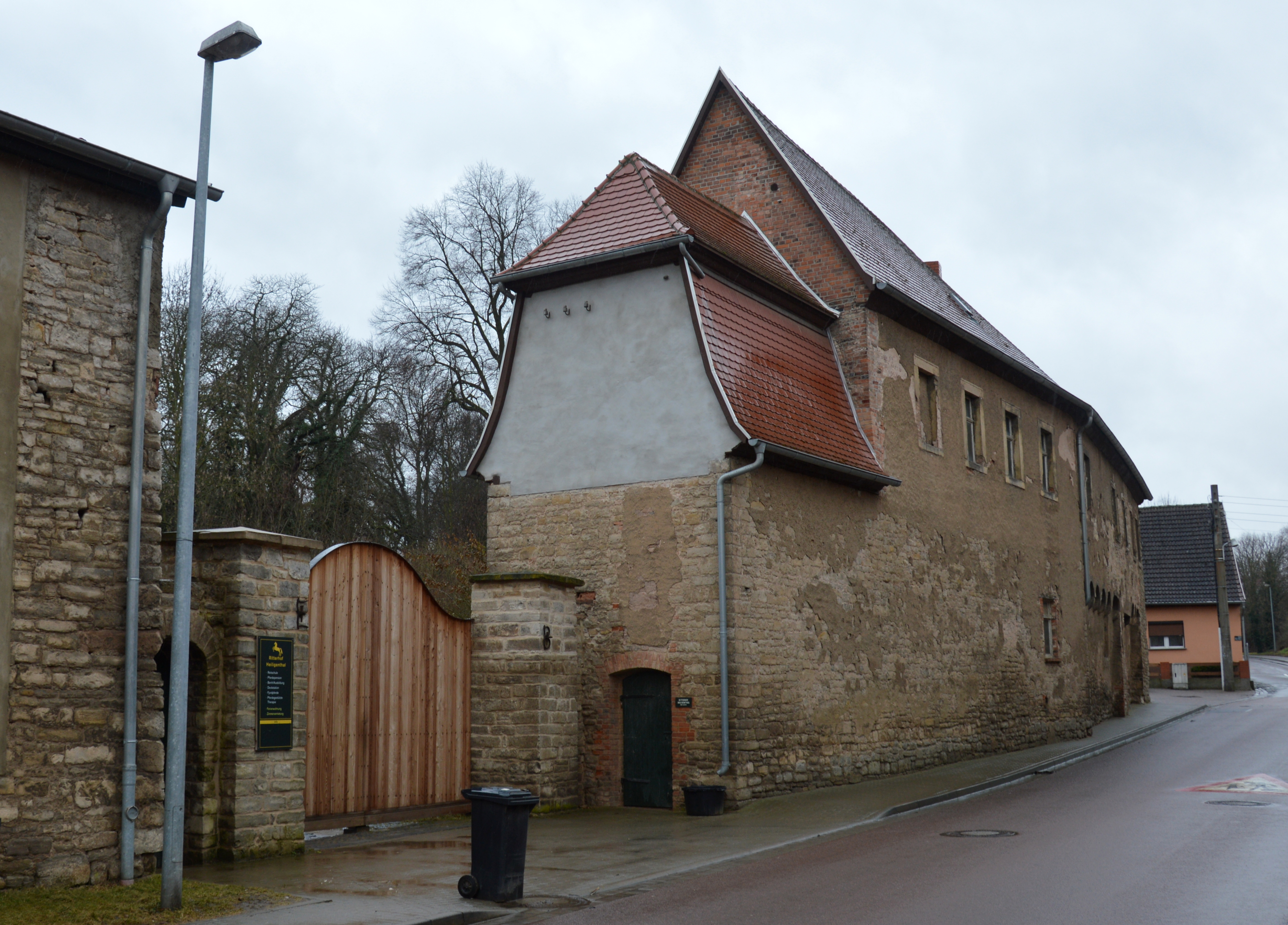
Sedelhof in Heiligenthal

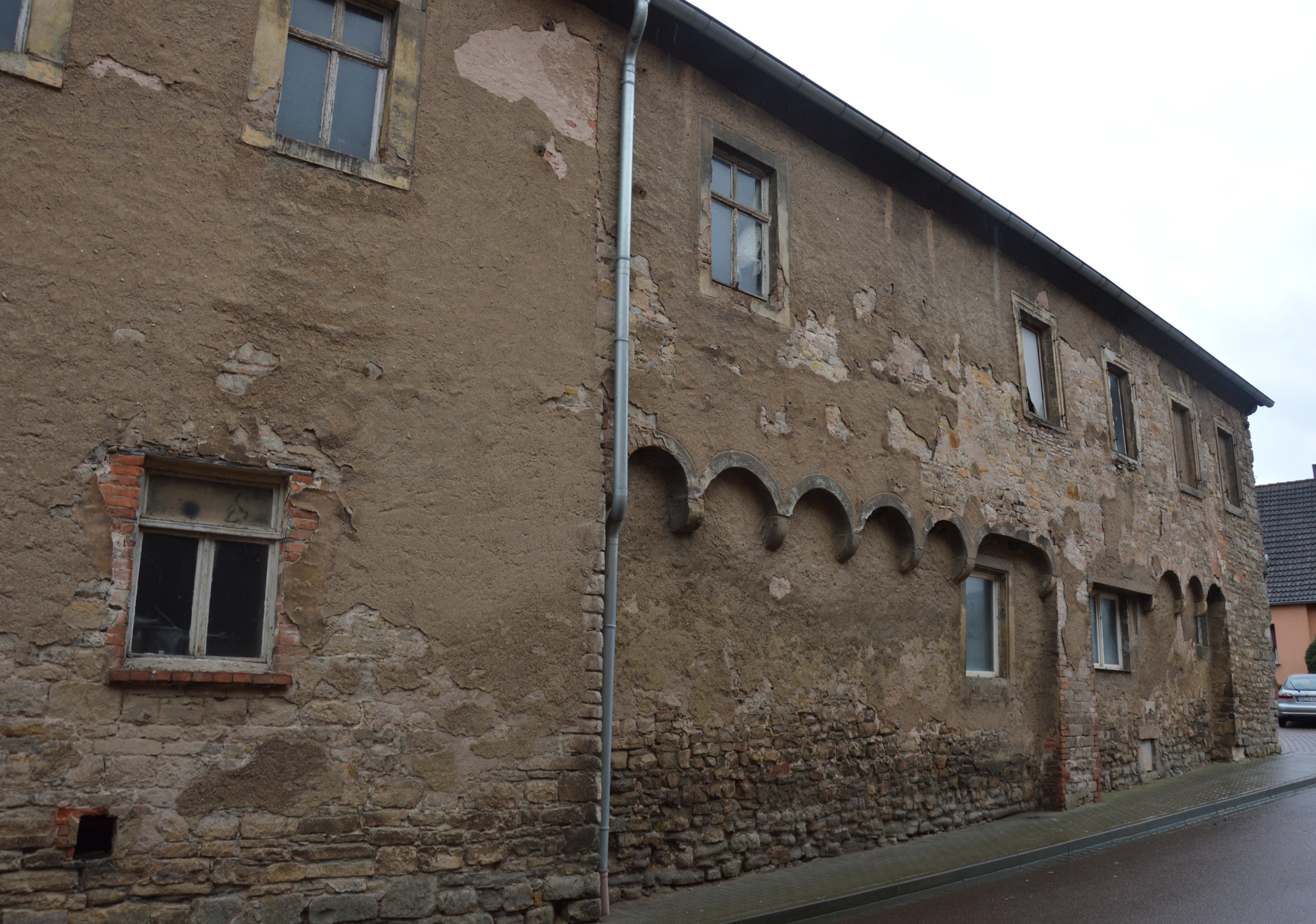
Gebäudeteil am Westende

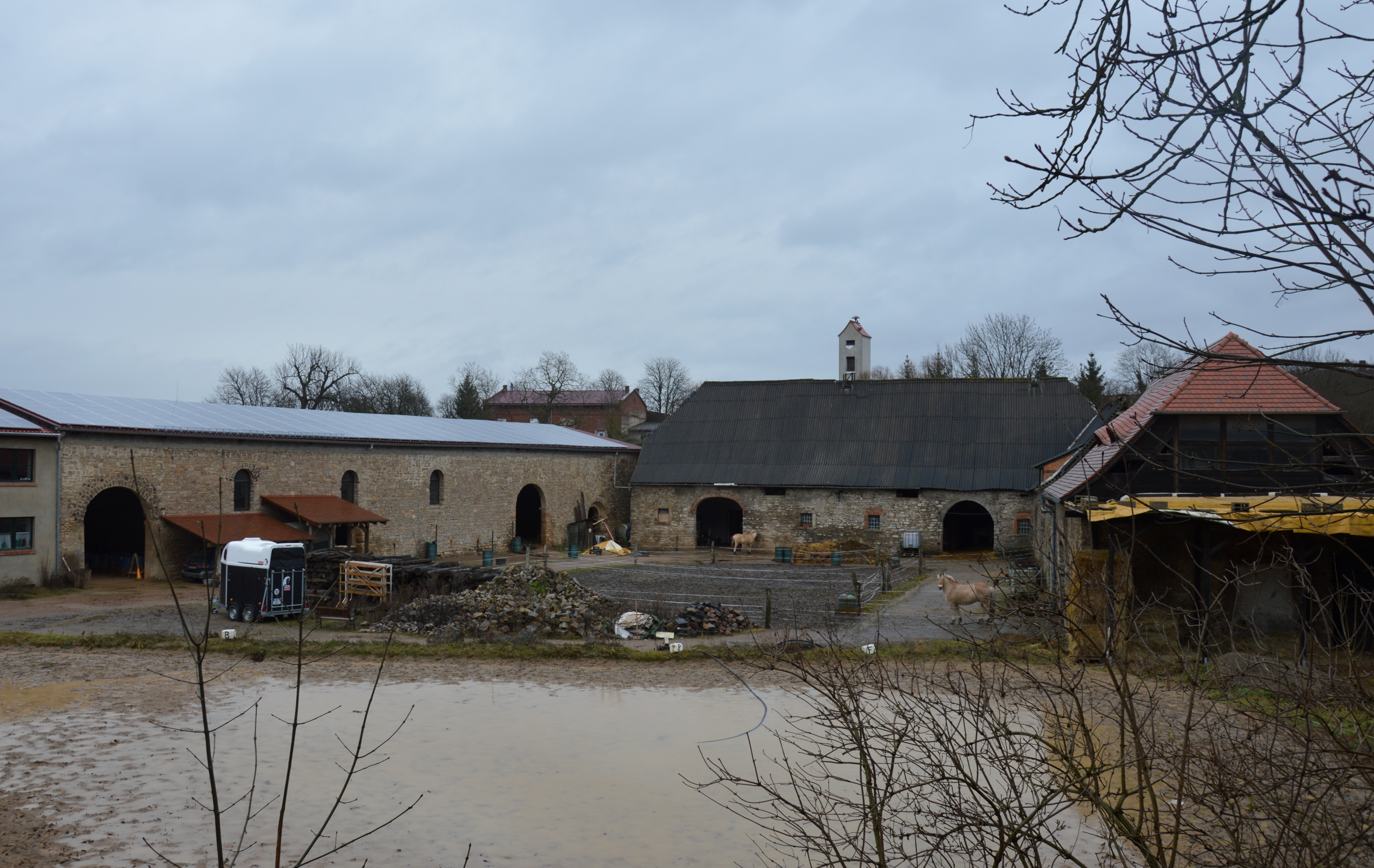
Blick auf den Innenhof von der Westseite

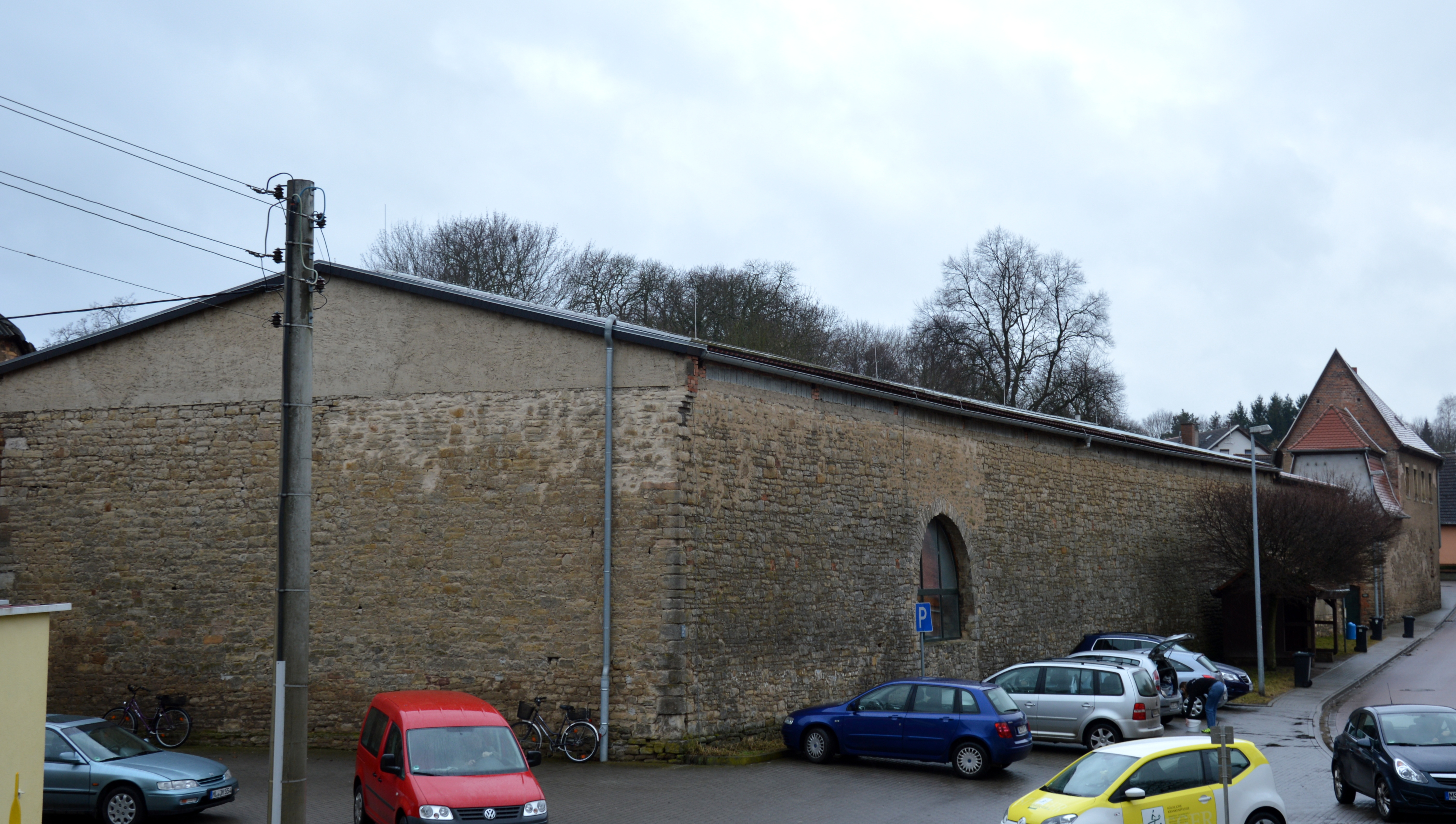
Gebäude am Ostende

Der Sedelhof, auch als Sattelhof oder Ritterhof bezeichnet, ist ein denkmalgeschützter ehemaliger Gutshof im zur Stadt Gerbstedt gehörenden Dorf Heiligenthal in Sachsen-Anhalt.

## Lage
Er befindet sich an der Adresse Bösenburger Straße 1, 2, 2a auf der Südseite der Bösenburger Straße. Östlich des Anwesens verläuft die Schlenze. Südwestlich liegt die St.-Andreas-Kirche.

## Architektur und Geschichte
Sowohl die Bezeichnung Sedelhof als auch Sattelhof deuten auf die frühere Bedeutung der Anlage hin. Eine erste Erwähnung des lange als Rittergut betriebenen Hofes datiert bereits aus dem Jahr 1311. An erhaltener Gebäudesubstanz ist ein langgestreckter zweigeschossiger, aus Bruchsteinen errichteter Bau erwähnenswert, der zum Teil noch mittelalterliche Bausubstanz beinhaltet. Zum Sedelhof gehört auch die an der Adresse Bösenburger Straße 2 bestehende ehemalige Schäferei. Sie ist als Dreiseitenhof ausgeführt und stammt aus der Zeit um 1800.
Im achtzehnten Jahrhundert gehörte es Peter Ernst von Pennavaire (1680–1759). Er war ein preußischer Generalleutnant der Kavallerie, Kommandeur des Leibkarabiner-Regiments und Erbherr auf Heiligenthal.
Heute wird der Hof als Reithof geführt.
Im örtlichen Denkmalverzeichnis ist das Rittergut unter der Erfassungsnummer 094 65856 als Baudenkmal verzeichnet.